# Gerhard-Peter Mielke
Gerhard-Peter Mielke (* 15. Juli 1941 in Erkner) ist ein ehemaliger deutscher Politiker der DDR-Blockpartei National-Demokratische Partei Deutschlands (NDPD).
Mielke stammt aus einer Arbeiterfamilie und wurde Schlosser und später Ingenieur sowie Vorsitzender der PGH Elektro Erkner, Kreis Fürstenwalde. Er trat der NDPD bei.  Bei den Wahlen zur Volkskammer der DDR war Mielke Kandidat der Nationalen Front der DDR. Von 1981 bis 1990 war er Mitglied der NDPD-Fraktion in der Volkskammer. 